# Micka
Micka je žensko osebno ime.

## Izvor imena
Ime Micka je različica ženskega osebnega imena Marija.

## Pogostost imena
Po podatkih Statističnega urada Republike Slovenije je bilo na dan 31. decembra 2007 v Sloveniji število ženskih oseb z imenom Micka: 8.

## Osebni praznik
Osebe z imenom Micka godujejo takrat kot osebe z imenom Marija.